# バッシュ・アット・ザ・ビーチ
バッシュ・アット・ザ・ビーチ（Bash at the Beach）は、2001年まで存在したアメリカ合衆国のプロレス団体WCWが開催していた大会およびそのPPV放送の名称である。
1992年、1993年にはビーチ・ブラスト（Beach Blast）という大会が行われており、翌1994年より、現在の名称となった。基本的には7月に開催され、名前の通り、カリフォルニア州、フロリダ州といった沿岸の州、及び都市で開催されていた。歴史やストーリー上の重要性では、スターケードやグレート・アメリカン・バッシュといった大会の方が高かったものの、後述のハルク・ホーガンのWCW移籍後初の試合や、nWoの歴史的な結成の瞬間、デニス・ロッドマンのプロレス初試合等々、一番話題を振り撒いていた大会であったともいえる。

## 試合結果一覧

### 1994年
今大会は、WWEから移籍したハルク・ホーガンの移籍後初試合ということで、大変な注目が集まり、NWA離脱後のWCWでは当時の最多観客動員となった他、PPVの試聴件数においても、初めてWWEを抜いた、まさにWCWが変革した大会となった。
- 開催日：7月17日
- 開催地：フロリダ州、オーランド、オーランド・アリーナ
- 観衆：14,000人

- ダーク・マッチ
  - ○ブライアン・アームストロング&ブラッド・アームストロング vs ●スティーブ・カーン&ボビー・イートン

- WCW世界TV選手権試合
  - ○ロード・スティーブン・リーガル(c) vs ●ジョニー・B・バッド
王者リーガルが防衛に成功
  - ○ベイダー（w / ハーリー・レイス） vs ●ザ・ガーディアン・エンジェル
ベイダーの反則勝ち
  - ○テリー・ファンク&バンクハウス・バック（w / カーネル・ロバート・パーカー） vs ●ダスティン・ローデス&アーン・アンダーソン

- WCW・USヘビー級選手権試合
  - ○スティーブ・オースチン(c) vs ●リッキー・スティムボート
王者オースチンが防衛に成功

- WCW世界タッグ選手権試合
  - ○プリティ・ワンダフル（ポール・ローマ&ポール・オーンドーフ）(c) vs ●カクタス・ジャック&ケビン・サリバン
王者組が防衛に成功

- WCW世界ヘビー級選手権試合
  - ○ハルク・ホーガン（w / シャキール・オニール、ジミー・ハート） vs ●リック・フレアー(c)（w / センシュアス・シェリー）
ホーガンが勝利し、新王者となる

### 1995年
- 開催日：7月16日
- 開催地：カリフォルニア州、ハンティントン・ビーチ、ザ・ビーチ
- 観衆：9,500人

- ダーク・マッチ
  - ○ジョニー・B・バッド vs ●クリス・キャニオン

- ダーク・マッチ
  - ○ロード・ウォリアー・ホーク vs ●マーク・スター

- メインイベントマッチ（WCWメインイベント放送枠）
  - ○ディック・スレーター&バンクハウス・バック（w / カーネル・ロバート・パーカー） vs ●マーカス・バグウェル&アレックス・ライト

- WCW・USヘビー級選手権試合
  - ○スティング(c) vs ●ミング（w / カーネル・ロバート・パーカー）
    - 王者スティングが防衛に成功

- WCW世界TV選手権試合
  - ○ザ・レネゲード（w / ジミー・ハート） vs ●ポール・オーンドーフ
    - 王者が防衛に成功

- ○カマラ（w / ケビン・サリバン） vs ●ジム・ドゥガン

- ○ダイヤモンド・ダラス・ペイジ vs ●デーブ・サリバン

- WCW世界タッグ選手権試合 トライアングルマッチ
  - ○ハーレム・ヒート（ブッカー・T&スティービー・レイ）(c)（w / シスター・シェリー） vs ナスティ・ボーイズ（ブライアン・ノッブス&ジェリー・サッグス） vs ●ブルー・ブラッズ（ロード・スティーブン・リーガル&アール・ロバート・イートン）
    - 王者組が防衛に成功

- ランバージャックマッチ
  - ○ランディ・サベージ vs ●リック・フレアー

- WCW世界ヘビー級選手権試合 スティールケージマッチ
  - ハルク・ホーガン(c)（w / ジミー・ハート、デニス・ロッドマン） vs ●ベイダー
    - 王者ホーガンが脱出し、防衛成功

### 1996年
今大会では、1995年9月より始まったWWEとの歴史的興行戦争「マンデー・ナイト・ウォーズ」に突入しており、大会直前にはWWEから、ディーゼルことケビン・ナッシュと、レイザー・ラモンことスコット・ホールが移籍し、「アウトサイダーズ（よそ者）」として、「WCWを侵略するためにWWEからやって来た」というストーリーが展開されており、この日の大会では、彼らと結託している第三の男の登場に期待が集まっており、後述の結末が、良くも悪くも後のWCWという団体の運命を大きく変えた、まさにWCW史を象徴する大会であったと言える。
- 開催日：7月7日
- 開催地：フロリダ州、デイトナビーチ、オーシャン・センター
- 観衆：8,300人

- ダーク・マッチ

- ○ジム・パワーズ vs ●ヒュー・モラス

- メインイベントマッチ（WCWメインイベント放送枠）

- ○ボビー・ウォーカー vs ●ビリー・キッドマン

- メインイベントマッチ WCW世界タッグ選手権試合

- ○ロックンロール・エクスプレス（リッキー・モートン&ロバート・ギブソン）(c) vs ●ファイヤー・アンド・アイス（スコット・ノートン&アイス・トレイン）

- 王者組が防衛に成功

- メインイベントマッチ

- ○エディ・ゲレロ vs ●ロード・スティーブン・リーガル

- メインイベントマッチ

- ○レイ・ミステリオ・ジュニア vs ●サイコシス

- メインイベントマッチ

- ○ジョン・テンタ vs ●ビッグ・ブーバー（w / ジミー・ハート）

- トラップド・ファースト・マッチ

- ○ダイヤモンド・ダラス・ペイジ vs ●ジム・ドゥガン

- ダブル・ドッグカラー・マッチ

- ○ナスティ・ボーイズ（ブライアン・ノッブス&ジェリー・サッグス） vs ●パブリック・エネミー（ロッコー・ロック&ジョニー・グランジ）

- WCW世界クルーザー級選手権試合

- ○ディーン・マレンコ(c) vs ●ディスコ・インフェルノ

- 王者マレンコが防衛に成功

- ○スティーブ・マクマイケル vs ●ジョー・ゴメス

- WCW・USヘビー級選手権試合

- ○リック・フレアー（w / ミス・エリザベス&ウーマン） vs●コナン(c)

- 挑戦者フレアーが王座奪取

- ○ザ・ジャイアント&ザ・タスクマスター vs ●アーン・アンダーソン&クリス・ベノワ

- △アウトサイダーズ（ケビン・ナッシュ&スコット・ホール）&第三の男 vs △スティング、レックス・ルガー&ランディ・サベージ

- 大会開始直後のインタビューで、ナッシュは「彼（第三の男）はもうここに来ている」と話したものの、姿を表さずに、そのまま3対2のハンディキャップの状態で試合は開始された。しかし試合は、終盤に大混乱となり、全員がダウンする中、この場を収拾すべくハルク・ホーガンが大歓声の中、いつものベビーフェイススタイルで登場、ナッシュとホールは一目散にリング外に退散するが、直後にホーガンが、仲間であるはずのサベージを攻撃し場内は衝撃に包まれる、第三の男とはホーガンのことだったのである。衝撃的なヒール転向を果たしたホーガンは、直後のマイクアピールでファンを侮辱し、アウトサイダーズと結託することを宣言。伝説のヒールユニット「nWo」がここに誕生したのである。